# Rießersee

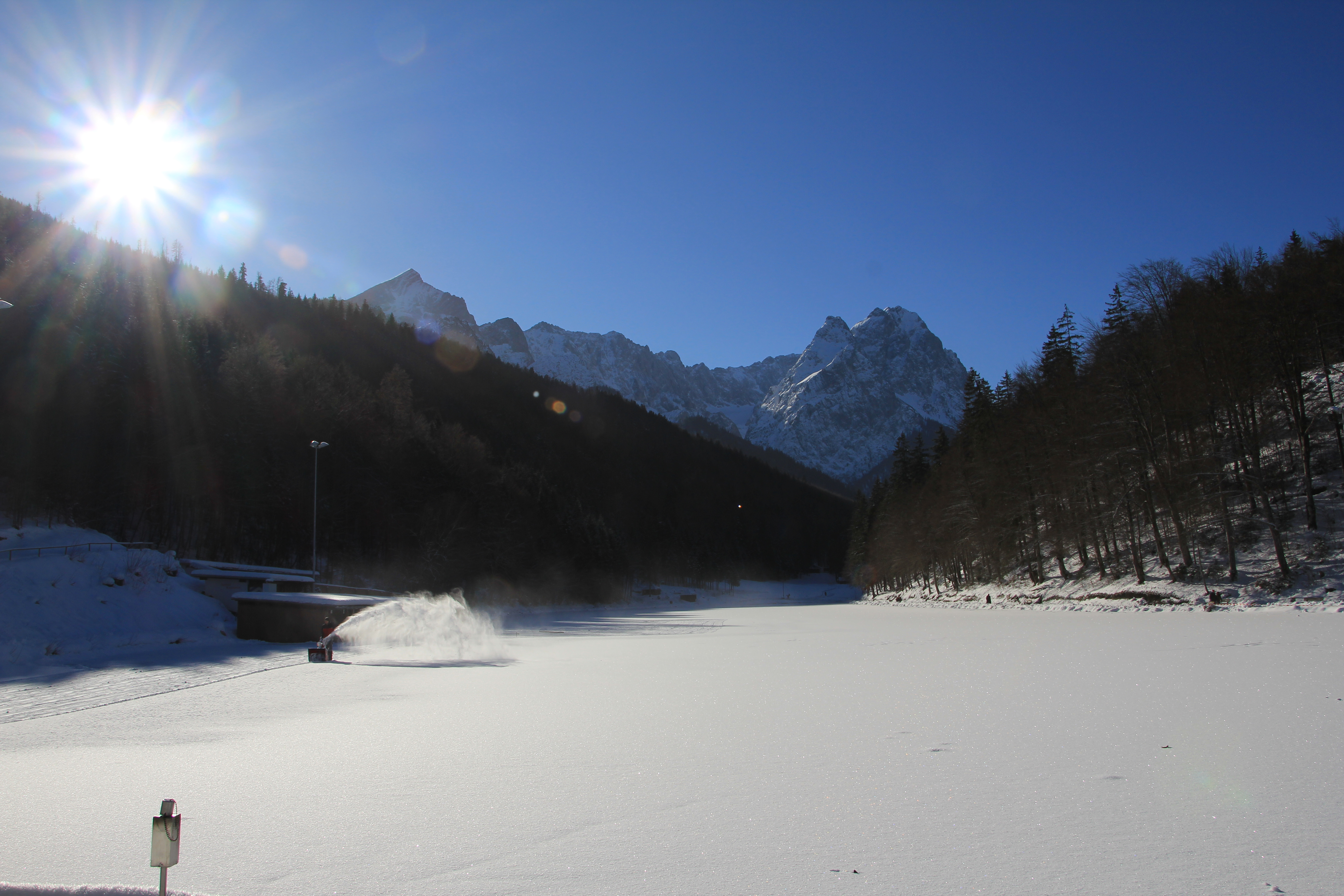
Rießersee im Januar 2012 – erste Vorbereitungen zum 2. Pond Hockey Cup

Der Rießersee oder Rießer See ist ein künstlich angelegtes Stillgewässer südlich von Garmisch auf 785 m ü. NHN im Wettersteingebirge. Für die Wasserzufuhr sorgt vor allem eine Hangquelle am Südostufer. Um den See führt ein ca. 1 km langer Rundweg. An der Südostseite befindet sich eine kleine Badeanstalt. Die Wasserqualität ist gut, alle Grenzwerte werden eingehalten.

## Geschichte
Der Rießersee wurde 1886 in einer Waldlichtung künstlich angelegt.
Auf dem Rießersee wurden früher viele Eissport-Wettbewerbe ausgetragen, wie beispielsweise Eisschnelllauf und Eishockey bei den Olympischen Spielen von 1936. Bekannt wurde der See zunächst vor allem durch die legendäre Olympia-Bobbahn von 1936, die bereits 1909 angelegt worden war und heute unter Denkmalschutz steht. Ab 1910 wurden hier – auf einer der gefährlichsten Bahnen der Welt – zahlreiche Rennen gefahren. Die Zielkurve der historischen Natur-Bobbahn liegt im Südwesten des Sees. Nur wenige hundert Meter vom See entfernt steht der „Bobschuppen“ mit zahlreichen historischen Ausstellungsstücken und Original-Filmmaterial. Im Winter wird der zugefrorene See nach wie vor zum Schlittschuhlaufen und Eisstockschießen genutzt.
In den Jahren 2011 und 2012 wurde auf dem Rießersee der Pond Hockey Cup ausgetragen.
Der See ist auch der Namensgeber des traditionsreichen Wintersportclubs und Eishockeyvereins SC Riessersee, der früher auf dem zugefrorenen See seine Spiele austrug. Auch im Rahmen der Olympischen Winterspiele 1936 fanden auf dem See Eishockeyspiele sowie die Eisschnelllaufwettkämpfe statt.